# Megaceryle
Megaceryle Kaup, 1848 è un genere di uccelli coraciiformi della famiglia Alcedinidae.

## Tassonomia
Comprende le seguenti specie:
- Megaceryle lugubris (Temminck, 1834) - martin pescatore dalla cresta
- Megaceryle maxima (Pallas, 1769) - martin pescatore gigante
- Megaceryle torquata (Linnaeus, 1766) - martin pescatore dal collare
- Megaceryle alcyon (Linnaeus, 1758) - martin pescatore americano